# Cavatore
Cavatore là một đô thị ở tỉnh Alessandria trong vùng Piedmont của Italia, có vị trí cách khoảng 80 km về phía đông nam của Torino và khoảng 35 km về phía tây nam của Alessandria. Tại thời điểm ngày 31 tháng 12 năm 2004, đô thị này có dân số 295 người và diện tích là 10,4 km².
Cavatore giáp các đô thị: Acqui Terme, Cartosio, Grognardo, Melazzo, và Ponzone.